# Herbert Jäger (Pianist)
Herbert Jäger (geboren 24. April 1902 in Dresden; gestorben 5. Juli 1958 in Düren) war ein deutscher Pianist. 

## Leben und Wirken
Herbert Jäger studierte Klavier und Orgel, debütierte Anfang 1923 in Berlin als Konzertpianist und trat unter anderem 1924 bei den Bremer Philharmonikern unter Ernst Wendel mit Chopins e-Moll-Konzert auf. Unter dem Konkurrenzdruck der klassischen Pianisten wechselte er 1926 ins Unterhaltungsfach. Er trat dem Berliner Orchester Barnabás von Géczy bei, das seinen Sitz im Hotel Esplanade hatte, und wurde neben von Géczy zum Arrangeur des Orchesters. Laut Tom Lord war Jäger zwischen 1915 und Dezember 1928 an fünf Aufnahmesessions Barnabas von Geczys und seinem Orchester vom Esplanade-Hotel für Homocord beteiligt, in Nummern wie „Do the Black Bottom with me“, „Oh! Charley Take it Away“, „Lady Be Good“ und „Wonderful Girl“. Bei einem längeren Gastaufenthalt in England entstanden mehrere Schallplatten unter seinem Namen. Die Zusammenarbeit endete 1931, und Jäger arbeitete nun als Pianist oder Arrangeur unter anderem mit Otto Dobrindt, James Kok, Willi Stech und Hans Bund (mit letzterem als „Deutsches Klavier-Jazz Duo“). 

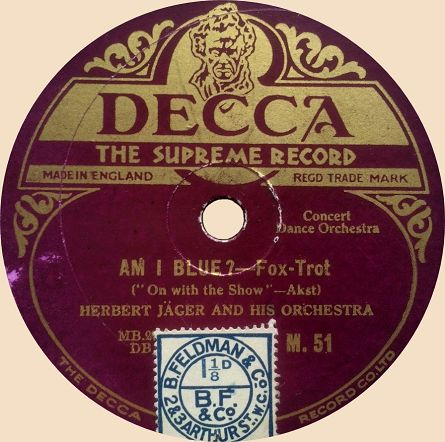
Am I Blue? (1929)

Jäger trat zum 1. Juli 1931 der NSDAP bei (Mitgliedsnummer 573.666). Ab 1936 bis Kriegsende moderierte er beim Deutschlandsender die Sendung Allerlei –  von zwei bis drei, in der er prominente Musiker vorstellte und Platten auflegte. Bei den von Heinz Goedecke moderierten Sendungen Wunschkonzert für das Winterhilfswerk und Wunschkonzert für die Wehrmacht übernahm er den improvisierenden begleitenden Klavierpart. Jäger stand 1944 in der Gottbegnadeten-Liste des Reichsministeriums für Volksaufklärung und Propaganda.
Jäger war mit der Saxophonistin Ingrid Larssen, Tochter von Gustav Bumcke, verheiratet.